# Gran Premio motociclistico d'Olanda

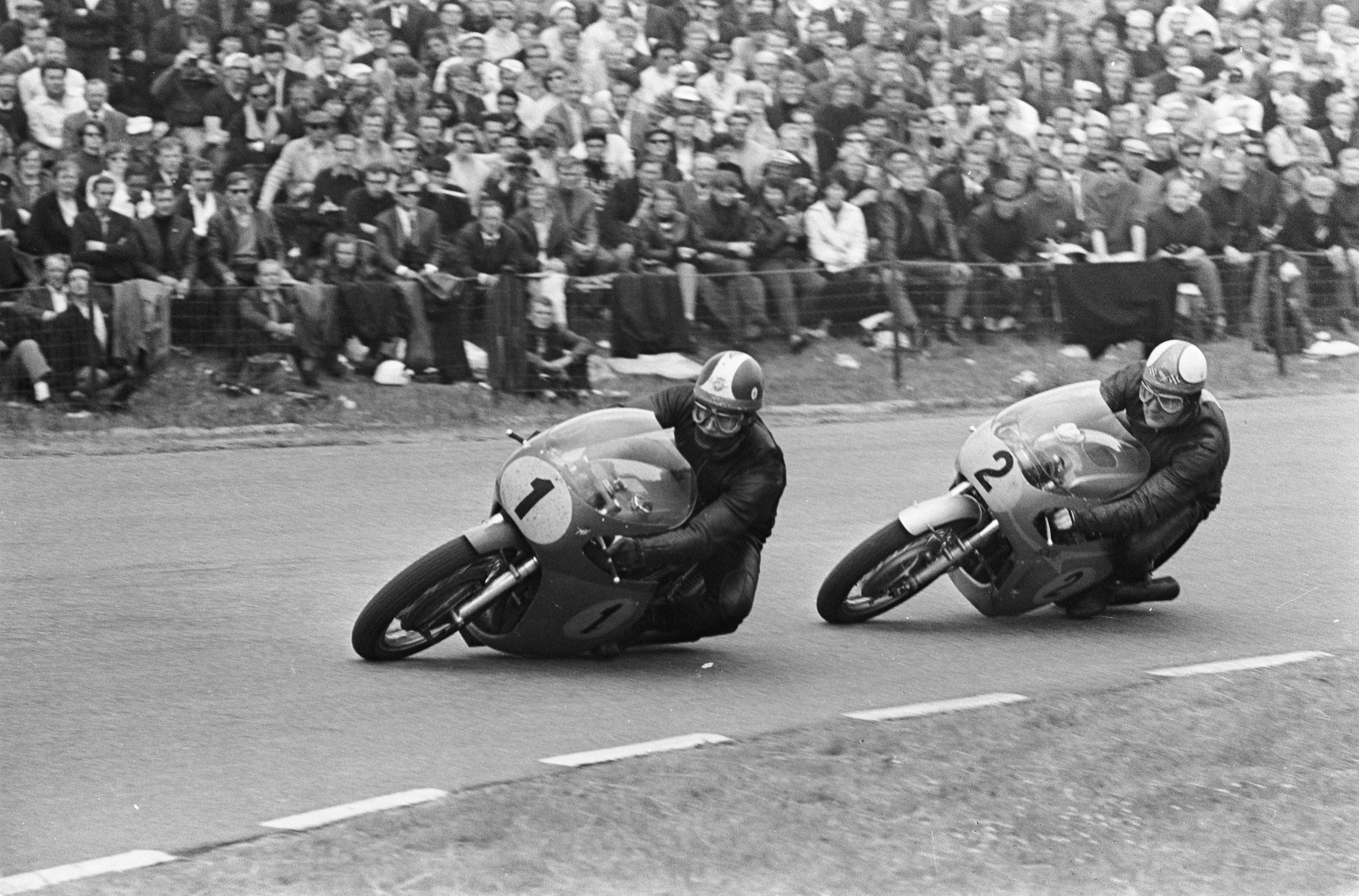
Giacomo Agostini (a sinistra nella foto) e Mike Hailwood nel Gran Premio d'Olanda 1967

Il Gran Premio motociclistico d'Olanda (anche noto come "Dutch Tourist Trophy") è una delle prove che compongono il motomondiale. Questa gara fa parte del calendario e, dalla prima edizione del campionato nel 1949 fino all'edizione 2015, si è svolta rigorosamente l'ultimo sabato di giugno, diversamente da quasi tutti gli altri Gran Premi che si corrono alla domenica, sul circuito di Assen nelle vicinanze della città omonima.
Tale circuito era definito l'università della moto fino al 2006, anno in cui la pista è stata in gran parte modificata, perdendo le sue caratteristiche di circuito veloce e particolarmente impegnativo.

## Denominazione
Fin dalla prima edizione del 1925 il nome ufficiale della gara è Dutch Tourist Trophy o Tourist Trophy van Assen, una denominazione che fa riferimento all'allora già prestigioso Tourist Trophy dell'Isola di Man e per la quale gli organizzatori dei Paesi Bassi ottennero l'autorizzazione dai britannici. In Italia essa è nota come Gran Premio motociclistico d'Olanda, sebbene non abbia luogo in Olanda ma nella più settentrionale provincia dei Paesi Bassi del Drenthe. Tale definizione è dovuta al fatto che lo stato sovrano dei Paesi Bassi viene erroneamente definito Olanda nel linguaggio comune, stante la generale identificazione mediante sineddoche della totalità dei Paesi Bassi con la sua regione più nota, cosa peraltro presente in molte lingue europee. Una definizione, minoritaria, dello stesso evento è anche Gran Premio motociclistico dei Paesi Bassi.

## Primati
Sono diversi gli episodi particolari abbinati a questo Gran Premio; la prima edizione della gara valevole per il motomondiale, svoltasi nel 1949, vide la vittoria dello stesso pilota (Nello Pagani) in due delle tre classi disputate. Altri episodi storici sono la tripletta di Jim Redman nel 1964 con le vittorie in classe 125, 250 e 350, tripletta conquistata in seguito anche da Mike Hailwood nel 1967 con 250, 350 e 500.
Il più recente episodio in cui lo stesso pilota ha vinto due gare nella stessa edizione del Gran Premio risale invece al 1988 con le Classi 80 e 125 conquistate da Jorge Martínez. Si può menzionare anche il risultato della famiglia Rossi, in cui il padre Graziano vinse la classe 250 nel 1979 e il figlio Valentino, nella stessa classe, vinse nel 1998. Per quanto riguarda le vittorie consecutive, rimarchevoli sono le 5 ottenute nella classe più importante dapprima da Giacomo Agostini e, anni più tardi, da Mick Doohan; nella 350 risaltano le 7 consecutive conseguite ancora da Giacomo Agostini.

## Risultati del Gran Premio
Vengono riportati solo i risultati della gara valevole per il motomondiale.
| Anno | Circuito | classe 50                     | classe 125                      | classe 250                     | classe 350                     | classe 500                   | classe Sidecar                    | Resoconto |
| ---- | -------- | ----------------------------- | ------------------------------- | ------------------------------ | ------------------------------ | ---------------------------- | --------------------------------- | --------- |
| 1949 | Assen    |                               | Nello Pagani (Mondial)          |                                | Freddie Frith (Velocette)      | Nello Pagani (Gilera)        | Oliver-Jenkinson (Norton)         | Resoconto |
| 1950 | Assen    |                               | Bruno Ruffo (Mondial)           |                                | Bob Foster (Velocette)         | Umberto Masetti (Gilera)     |                                   | Resoconto |
| 1951 | Assen    |                               | Gianni Leoni (Mondial)          |                                | Bill Doran (AJS)               | Geoff Duke (Norton)          |                                   | Resoconto |
| 1952 | Assen    |                               | Cecil Sandford (MV Agusta)      | Enrico Lorenzetti (Moto Guzzi) | Geoff Duke (Norton)            | Umberto Masetti (Gilera)     |                                   | Resoconto |
| 1953 | Assen    |                               | Werner Haas (NSU)               | Werner Haas (NSU)              | Enrico Lorenzetti (Moto Guzzi) | Geoff Duke (Gilera)          |                                   | Resoconto |
| 1954 | Assen    |                               | Rupert Hollaus (NSU)            | Werner Haas (NSU)              | Fergus Anderson (Moto Guzzi)   | Geoff Duke (Gilera)          |                                   | Resoconto |
| 1955 | Assen    |                               | Carlo Ubbiali (MV Agusta)       | Luigi Taveri (MV Agusta)       | Ken Kavanagh (Moto Guzzi)      | Geoff Duke (Gilera)          | Faust-Remmert (BMW)               | Resoconto |
| 1956 | Assen    |                               | Carlo Ubbiali (MV Agusta)       | Carlo Ubbiali (MV Agusta)      | Bill Lomas (Moto Guzzi)        | John Surtees (MV Agusta)     | Hillebrand-Grunwald (BMW)         | Resoconto |
| 1957 | Assen    |                               | Tarquinio Provini (Mondial)     | Tarquinio Provini (Mondial)    | Keith Campbell (Moto Guzzi)    | John Surtees (MV Agusta)     | Hillebrand-Grunwald (BMW)         | Resoconto |
| 1958 | Assen    |                               | Carlo Ubbiali (MV Agusta)       | Tarquinio Provini (MV Agusta)  | John Surtees (MV Agusta)       | John Surtees (MV Agusta)     | Camathias-Cecco (BMW)             | Resoconto |
| 1959 | Assen    |                               | Carlo Ubbiali (MV Agusta)       | Tarquinio Provini (MV Agusta)  | Bob Brown (Norton)             | John Surtees (MV Agusta)     | Camathias-Cecco (BMW)             | Resoconto |
| 1960 | Assen    |                               | Carlo Ubbiali (MV Agusta)       | Carlo Ubbiali (MV Agusta)      | John Surtees (MV Agusta)       | Remo Venturi (MV Agusta)     | Harris-Campbell (BMW)             | Resoconto |
| 1961 | Assen    |                               | Tom Phillis (Honda)             | Mike Hailwood (Honda)          | Gary Hocking (MV Agusta)       | Gary Hocking (MV Agusta)     | Deubel-Hörner (BMW)               | Resoconto |
| 1962 | Assen    | Ernst Degner (Suzuki)         | Luigi Taveri (Honda)            | Jim Redman (Honda)             | Jim Redman (Honda)             | Mike Hailwood (MV Agusta)    | Scheidegger-Robinson (BMW)        | Resoconto |
| 1963 | Assen    | Ernst Degner (Suzuki)         | Hugh Anderson (Suzuki)          | Jim Redman (Honda)             | Jim Redman (Honda)             | John Hartle (Gilera)         | Deubel-Hörner (BMW)               | Resoconto |
| 1964 | Assen    | Ralph Bryans (Honda)          | Jim Redman (Honda)              | Jim Redman (Honda)             | Jim Redman (Honda)             | Mike Hailwood (MV Agusta)    | Seeley-Rawlings (BMW)             | Resoconto |
| 1965 | Assen    | Ralph Bryans (Honda)          | Mike Duff (Yamaha)              | Phil Read (Yamaha)             | Jim Redman (Honda)             | Mike Hailwood (MV Agusta)    | Scheidegger-Robinson (BMW)        | Resoconto |
| 1966 | Assen    | Luigi Taveri (Honda)          | Bill Ivy (Yamaha)               | Mike Hailwood (Honda)          | Mike Hailwood (Honda)          | Jim Redman (Honda)           | Scheidegger-Robinson (BMW)        | Resoconto |
| 1967 | Assen    | Yoshimi Katayama (Suzuki)     | Phil Read (Honda)               | Mike Hailwood (Honda)          | Mike Hailwood (Honda)          | Mike Hailwood (Honda)        | Enders-Engelhardt (BMW)           | Resoconto |
| 1968 | Assen    | Paul Lodewijkx (Jamathi)      | Phil Read (Yamaha)              | Bill Ivy (Yamaha)              | Giacomo Agostini (MV Agusta)   | Giacomo Agostini (MV Agusta) | Attenberger-Schillinger (BMW)     | Resoconto |
| 1969 | Assen    | Barry Smith (Derbi)           | Dave Simmonds (Kawasaki)        | Renzo Pasolini (Benelli)       | Giacomo Agostini (MV Agusta)   | Giacomo Agostini (MV Agusta) | Fath-Kalauch (URS)                | Resoconto |
| 1970 | Assen    | Ángel Nieto (Derbi)           | Dieter Braun (Suzuki)           | Rodney Gould (Yamaha)          | Giacomo Agostini (MV Agusta)   | Giacomo Agostini (MV Agusta) | Auerbacher-Hahn (BMW)             | Resoconto |
| 1971 | Assen    | Ángel Nieto (Derbi)           | Ángel Nieto (Derbi)             | Phil Read (Yamaha)             | Giacomo Agostini (MV Agusta)   | Giacomo Agostini (MV Agusta) | Owesle-Kremer (Münch-URS)         | Resoconto |
| 1972 | Assen    | Ángel Nieto (Derbi)           | Ángel Nieto (Derbi)             | Rodney Gould (Yamaha)          | Giacomo Agostini (MV Agusta)   | Giacomo Agostini (MV Agusta) | Enders-Engelhardt (BMW)           | Resoconto |
| 1973 | Assen    | Bruno Kneubühler (Kreidler)   | Eugenio Lazzarini (Maico)       | Dieter Braun (Yamaha)          | Giacomo Agostini (MV Agusta)   | Phil Read (MV Agusta)        | Enders-Engelhardt (König)         | Resoconto |
| 1974 | Assen    | Herbert Rittberger (Kreidler) | Bruno Kneubühler (Yamaha)       | Walter Villa (Harley Davidson) | Giacomo Agostini (Yamaha)      | Giacomo Agostini (Yamaha)    | Enders-Engelhardt (BMW)           | Resoconto |
| 1975 | Assen    | Ángel Nieto (Kreidler)        | Pier Paolo Bianchi (Morbidelli) | Walter Villa (Harley Davidson) | Dieter Braun (Yamaha)          | Barry Sheene (Suzuki)        | Schwärzel-Huber (König)           | Resoconto |
| 1976 | Assen    | Ángel Nieto (Bultaco)         | Pier Paolo Bianchi (Morbidelli) | Walter Villa (Harley Davidson) | Giacomo Agostini (MV Agusta)   | Barry Sheene (Suzuki)        | Schmid-Matile (Schmid-Yamaha)     | Resoconto |
| 1977 | Assen    | Ángel Nieto (Bultaco)         | Ángel Nieto (Bultaco)           | Mick Grant (Kawasaki)          | Kork Ballington (Yamaha)       | Wil Hartog (Suzuki)          | Biland-Williams (Schmid-Yamaha)   | Resoconto |
| 1978 | Assen    | Eugenio Lazzarini (MBA)       | Eugenio Lazzarini (MBA)         | Kenny Roberts (Yamaha)         | Kork Ballington (Kawasaki)     | Johnny Cecotto (Yamaha)      | Schwärzel-Huber (ARO-Fath)        | Resoconto |
| 1979 | Assen    | Eugenio Lazzarini (Kreidler)  | Ángel Nieto (Minarelli)         | Graziano Rossi (Morbidelli)    | Gregg Hansford (Kawasaki)      | Virginio Ferrari (Suzuki)    | Biland-Waltisperg (Schmid-Yamaha) | Resoconto |
| 1980 | Assen    | Ricardo Tormo (Kreidler)      | Ángel Nieto (Minarelli)         | Carlos Lavado (Yamaha)         | Jon Ekerold (Yamaha)           | Jack Middelburg (Yamaha)     | Taylor-Johansson (Windle-Yamaha)  | Resoconto |
| 1981 | Assen    | Ricardo Tormo (Bultaco)       | Ángel Nieto (Minarelli)         | Anton Mang (Kawasaki)          | Anton Mang (Kawasaki)          | Marco Lucchinelli (Suzuki)   | Michel-Burkhard (Seymaz-Yamaha)   | Resoconto |
| 1982 | Assen    | Stefan Dörflinger (Kreidler)  | Ángel Nieto (Garelli)           | Anton Mang (Kawasaki)          | Jean-François Baldé (Kawasaki) | Franco Uncini (Suzuki)       | Biland-Waltisperg (LCR-Yamaha)    | Resoconto |
| 1983 | Assen    | Eugenio Lazzarini (Garelli)   | Ángel Nieto (Garelli)           | Carlos Lavado (Yamaha)         |                                | Kenny Roberts (Yamaha)       | Biland-Waltisperg (LCR-Yamaha)    | Resoconto |
| Anno | Circuito | classe 80                     | classe 125                      | classe 250                     | -                              | classe 500                   | classe Sidecar                    | Resoconto |
| 1984 | Assen    | Jorge Martínez (Derbi)        | Ángel Nieto (Garelli)           | Carlos Lavado (Yamaha)         |                                | Randy Mamola (Honda)         | Biland-Waltisperg (LCR-Yamaha)    | Resoconto |
| 1985 | Assen    | Gerd Kafka (Casal)            | Pier Paolo Bianchi (MBA)        | Freddie Spencer (Honda)        |                                | Randy Mamola (Honda)         | Biland-Waltisperg (LCR-Yamaha)    | Resoconto |
| 1986 | Assen    | Jorge Martínez (Derbi)        | Luca Cadalora (Garelli)         | Carlos Lavado (Yamaha)         |                                | Wayne Gardner (Honda)        | Michel-Fresc (LCR-Yamaha)         | Resoconto |
| 1987 | Assen    | Jorge Martínez (Derbi)        | Fausto Gresini (Garelli)        | Anton Mang (Honda)             |                                | Eddie Lawson (Yamaha)        | Streuer-Schnieders (LCR-Yamaha)   | Resoconto |
| 1988 | Assen    | Jorge Martínez (Derbi)        | Jorge Martínez (Derbi)          | Juan Garriga (Yamaha)          |                                | Wayne Gardner (Honda)        | Biland-Waltisperg (LCR-Krauser)   | Resoconto |
| 1989 | Assen    | Peter Öttl (Krauser)          | Hans Spaan (Honda)              | Reinhold Roth (Honda)          |                                | Wayne Rainey (Yamaha)        | Webster-Hewitt (LCR-Krauser)      | Resoconto |

| Anno | Circuito | classe 125                | classe 250                    | classe 500              | classe Sidecar                    | Thunderbike Trophy       | Resoconto |
| ---- | -------- | ------------------------- | ----------------------------- | ----------------------- | --------------------------------- | ------------------------ | --------- |
| 1990 | Assen    | Doriano Romboni (Honda)   | John Kocinski (Yamaha)        | Kevin Schwantz(Suzuki)  | Michel-Birchall (LCR-Krauser)     |                          | Resoconto |
| 1991 | Assen    | Ralf Waldmann (Honda)     | Pierfrancesco Chili (Aprilia) | Kevin Schwantz (Suzuki) | Streuer-Brown (LCR-Krauser)       |                          | Resoconto |
| 1992 | Assen    | Ezio Gianola (Honda)      | Pierfrancesco Chili (Aprilia) | Àlex Crivillé (Honda)   | Biland-Waltisperg (LCR-Krauser)   |                          | Resoconto |
| 1993 | Assen    | Dirk Raudies (Honda)      | Loris Capirossi (Honda)       | Kevin Schwantz (Suzuki) | Biland-Waltisperg (LCR-Krauser)   |                          | Resoconto |
| 1994 | Assen    | Takeshi Tsujimura (Honda) | Max Biaggi (Aprilia)          | Mick Doohan (Honda)     | Biland-Waltisperg (LCR-Swissauto) |                          | Resoconto |
| 1995 | Assen    | Dirk Raudies (Honda)      | Max Biaggi (Aprilia)          | Mick Doohan (Honda)     | Dixon-Hetherington (Windle-ADM)   | Udo Mark (Kawasaki)      | Resoconto |
| 1996 | Assen    | Emilio Alzamora (Honda)   | Ralf Waldmann (Honda)         | Mick Doohan (Honda)     | Dixon-Hetherington (Windle-ADM)   | Jeffry de Vries (Yamaha) | Resoconto |

| Anno | Circuito                                          | classe 125                                        | classe 250                                        | classe 500                                        | Resoconto                                         |
| ---- | ------------------------------------------------- | ------------------------------------------------- | ------------------------------------------------- | ------------------------------------------------- | ------------------------------------------------- |
| 1997 | Assen                                             | Valentino Rossi (Aprilia)                         | Tetsuya Harada (Aprilia)                          | Mick Doohan (Honda)                               | Resoconto                                         |
| 1998 | Assen                                             | Marco Melandri (Honda)                            | Valentino Rossi (Aprilia)                         | Mick Doohan (Honda)                               | Resoconto                                         |
| 1999 | Assen                                             | Masao Azuma (Honda)                               | Loris Capirossi (Honda)                           | Tadayuki Okada (Honda)                            | Resoconto                                         |
| 2000 | Assen                                             | Yōichi Ui (Derbi)                                 | Tōru Ukawa (Honda)                                | Alex Barros (Honda)                               | Resoconto                                         |
| 2001 | Assen                                             | Toni Elías (Honda)                                | Jeremy McWilliams (Aprilia)                       | Max Biaggi (Yamaha)                               | Resoconto                                         |
| Anno | Circuito                                          | classe 125                                        | classe 250                                        | MotoGP                                            | Resoconto                                         |
| 2002 | Assen                                             | Daniel Pedrosa (Honda)                            | Marco Melandri (Aprilia)                          | Valentino Rossi (Honda)                           | Resoconto                                         |
| 2003 | Assen                                             | Steve Jenkner (Aprilia)                           | Anthony West (Aprilia)                            | Sete Gibernau (Honda)                             | Resoconto                                         |
| 2004 | Assen                                             | Jorge Lorenzo (Derbi)                             | Sebastián Porto (Aprilia)                         | Valentino Rossi (Yamaha)                          | Resoconto                                         |
| 2005 | Assen                                             | Gábor Talmácsi (KTM)                              | Sebastián Porto (Aprilia)                         | Valentino Rossi (Yamaha)                          | Resoconto                                         |
| 2006 | Assen                                             | Mika Kallio (KTM)                                 | Jorge Lorenzo (Aprilia)                           | Nicky Hayden (Honda)                              | Resoconto                                         |
| 2007 | Assen                                             | Mattia Pasini (Aprilia)                           | Jorge Lorenzo (Aprilia)                           | Valentino Rossi (Yamaha)                          | Resoconto                                         |
| 2008 | Assen                                             | Gábor Talmácsi (Aprilia)                          | Álvaro Bautista (Aprilia)                         | Casey Stoner (Ducati)                             | Resoconto                                         |
| 2009 | Assen                                             | Sergio Gadea (Aprilia)                            | Hiroshi Aoyama (Honda)                            | Valentino Rossi (Yamaha)                          | Resoconto                                         |
| Anno | Circuito                                          | classe 125                                        | Moto2                                             | MotoGP                                            | Resoconto                                         |
| 2010 | Assen                                             | Marc Márquez (Derbi)                              | Andrea Iannone (Speed Up)                         | Jorge Lorenzo (Yamaha)                            | Resoconto                                         |
| 2011 | Assen                                             | Maverick Viñales (Aprilia)                        | Marc Márquez (Suter)                              | Ben Spies (Yamaha)                                | Resoconto                                         |
| Anno | Circuito                                          | Moto3                                             | Moto2                                             | MotoGP                                            | Resoconto                                         |
| 2012 | Assen                                             | Maverick Viñales (FTR Honda)                      | Marc Márquez (Suter)                              | Casey Stoner (Honda)                              | Resoconto                                         |
| 2013 | Assen                                             | Luis Salom (KTM)                                  | Pol Espargaró (Kalex)                             | Valentino Rossi (Yamaha)                          | Resoconto                                         |
| 2014 | Assen                                             | Álex Márquez (Honda)                              | Anthony West (Speed Up)                           | Marc Márquez (Honda)                              | Resoconto                                         |
| 2015 | Assen                                             | Miguel Oliveira (KTM)                             | Johann Zarco (Kalex)                              | Valentino Rossi (Yamaha)                          | Resoconto                                         |
| 2016 | Assen                                             | Francesco Bagnaia (Mahindra)                      | Takaaki Nakagami (Kalex)                          | Jack Miller (Honda)                               | Resoconto                                         |
| 2017 | Assen                                             | Arón Canet (Honda)                                | Franco Morbidelli (Kalex)                         | Valentino Rossi (Yamaha)                          | Resoconto                                         |
| 2018 | Assen                                             | Jorge Martín (Honda)                              | Francesco Bagnaia (Kalex)                         | Marc Márquez (Honda)                              | Resoconto                                         |
| 2019 | Assen                                             | Tony Arbolino (Honda)                             | Augusto Fernández (Kalex)                         | Maverick Viñales (Yamaha)                         | Resoconto                                         |
| 2020 | Non disputato a causa della pandemia di COVID-19. | Non disputato a causa della pandemia di COVID-19. | Non disputato a causa della pandemia di COVID-19. | Non disputato a causa della pandemia di COVID-19. | Non disputato a causa della pandemia di COVID-19. |

| Anno | Circuito | Moto3                    | Moto2                     | MotoGP                     | MotoE                         | Resoconto |
| ---- | -------- | ------------------------ | ------------------------- | -------------------------- | ----------------------------- | --------- |
| 2021 | Assen    | Dennis Foggia (Honda)    | Raúl Fernández (Kalex)    | Fabio Quartararo (Yamaha)  | Eric Granado (Energica)       | Resoconto |
| 2022 | Assen    | Ayumu Sasaki (Husqvarna) | Augusto Fernández (Kalex) | Francesco Bagnaia (Ducati) | Dominique Aegerter (Energica) | Resoconto |
| 2022 | Assen    | Ayumu Sasaki (Husqvarna) | Augusto Fernández (Kalex) | Francesco Bagnaia (Ducati) | Eric Granado (Energica)       | Resoconto |

| Anno | Circuito | Moto3                    | Moto2                 | MotoGP                     | MotoGP                     | MotoE                     | MotoE                       | Resoconto |
| Anno | Circuito | Moto3                    | Moto2                 | Sprint                     | Gara                       | Gara 1                    | Gara 2                      | Resoconto |
| ---- | -------- | ------------------------ | --------------------- | -------------------------- | -------------------------- | ------------------------- | --------------------------- | --------- |
| 2023 | Assen    | Jaume Masiá (Honda)      | Jake Dixon (Kalex)    | Marco Bezzecchi (Ducati)   | Francesco Bagnaia (Ducati) | Matteo Ferrari (Ducati)   | Matteo Ferrari (Ducati)     | Resoconto |
| 2024 | Assen    | Iván Ortolá (KTM)        | Ai Ogura (Boscoscuro) | Francesco Bagnaia (Ducati) | Francesco Bagnaia (Ducati) | Héctor Garzó (Ducati)     | Alessandro Zaccone (Ducati) | Resoconto |
| 2025 | Assen    | José Antonio Rueda (KTM) | Diogo Moreira (Kalex) | Marc Márquez (Ducati)      | Marc Márquez (Ducati)      | Andrea Mantovani (Ducati) | Alessandro Zaccone (Ducati) | Resoconto |